# آلبرتو اورلاندو
آلبرتو اورلاندو (به ایتالیایی: Alberto Orlando) بازیکن فوتبال و اهل ایتالیا است 

## تیم ملی
از سال ۱۹۶۲ میلادی عضو تیم ملی فوتبال ایتالیا بوده و در ۵ بازی ملی حضور داشته‌است. او در بازی‌های ملی‌اش ۴ گل به ثمر رساند.
آلبرتو اورلاندو آخرین بازی ملی خود را در سال ۱۹۶۵ میلادی انجام داد.